# Johanna Brenner
Johanna Brenner est une sociologue marxiste et féministe américaine.
Diplômée du Reed College (1964) et de l'Université de Californie, Los Angeles (maîtrise, 1970; doctorat, 1979), elle passe quatre ans en tant que technicienne d'installation téléphonique dans les années 1970 pour sa recherche. En 1981, elle commence à enseigner au département de sociologie de l'Université d'État de Portland, Portland en Oregon, où elle travaille de 1982 à 2005, en tant que coordinatrice du programme d'études des femmes. Elle est maintenant professeur émérite.
Brenner contribue à la New Left Review, Monthly Review et autres publications marxistes.
Mike Davis dit d'elle: « Johanna Brenner écrit avec une clarté qui vient d'une vie de participation dans les luttes des femmes de la classe ouvrière ».